# Diego Moltrer
Diego Moltrer (* 28. September 1967 in Levico Terme; † 17. November 2014 im Val Cava bei Florutz im Fersental) war ein italienischer Politiker und Regionalratspräsident von Trentino-Südtirol.

## Leben
Diego Moltrer war Inhaber eines handwerklichen Familienunternehmens in der Baumaschinenbranche. Mehr als 15 Jahre lang war er Bürgermeister von Florutz. 2009 wurde er Präsident der neu gegründeten Talgemeinschaft Alta Valsugana und Fersental. Im Ausschuss der Talgemeinschaft war er unter anderem Referent für Sprachminderheiten, Planung, Bauwesen, Recht auf Studium, Vermögensverwaltung und öffentliche Arbeiten.
Parteipolitisch aktiv war Moltrer im Partito Autonomista Trentino Tirolese PATT. Er war für diese Partei seit 2011 Abgeordneter des Trentiner Landtags. Vom 28. November 2013 bis zu seinem Tode war er Präsident des Regionalrats Trentino-Südtirol.
Moltrer starb an einem Herzinfarkt bei einem Jagdausflug in der Nähe seines Heimatorts. Er hinterließ seine Frau und drei Kinder.